# Konkokyo

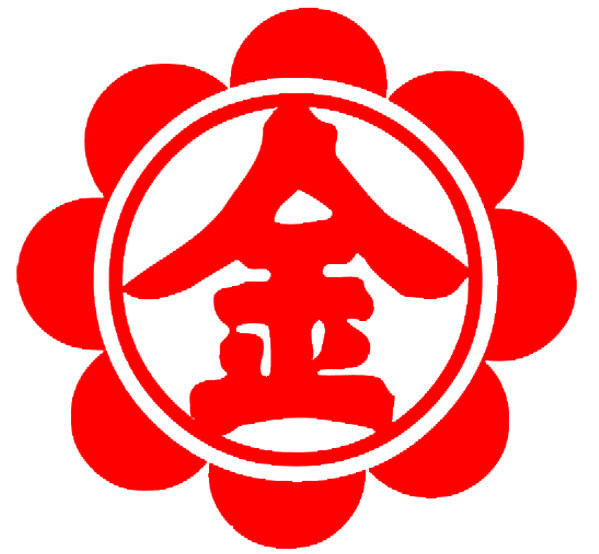
Simbolo da konkokyo

Konkokyo (金光教) é um ensinamento de vida e uma prática de fé dada por Konko Daijin (1814-1883), no Japão há 150 anos. Também é uma instituição religiosa japonesa que tem raízes no Xintoísmo. Foi fundada em 1859 na cidade de Konko, província de Okayama, no Japão. Os sucessores de Konko Daijin, Kyoshu Sama (líder espiritual), tem sido descendentes do fundador da Konkokyo. O atual Kyoshu Sama (líder espiritual), é chamado de Konko Hiromichi (1966) sua sucessão iniciou-se em 2021, como o Sexto Konko Sama.

## O Que Significa Konkokyo
Konkokyo em japonês significa 'ensino da luz dourada' ou numa tradução livre 'ensinamento de ouro'. É um ensino em que as pessoas buscam através da prática da fé, superar os desafios da vida e alcançar o Wagakokoro, um coração em paz e alegre.
Enfatiza a melhoria da vida humana neste mundo, as práticas de gratidão à Kami (Deus), de harmonia na família, de não reclamar da vida, de ouvir os ensinamentos, de ajudar aos outros e Toritsugi (aconselhamento para à resolução das questões da vida).

## História
Quando o Fundador começou suas atividades por volta do ano 1859, o Japão ainda estava no período feudal, período Edo (1603-1868), com os guerreiros samurai sendo a classe governante. Japão estava dividido em vários feudos governados por senhores locais e daimyo. Os agricultores eram tributados pesadamente na forma de arroz. O Japão também estava sendo pressionado a abrir as suas portas a outros países que vieram com navios de guerra.
O Shogunato Tokugawa proibiu o cristianismo em 1613 e submeteu a um rigoroso regulamento as outras religiões como o Budismo, Xintoísmo e Confucionismo. E o Budismo tornou-se a religião dominante. Ao mesmo tempo, as religiões baseadas no Shinto e as crenças folclóricas do século 7 vindas da China foram difundidas na sociedade japonesa. O Shogunato Tokugawa havia separado o Japão do resto do mundo por 250 anos e mantido a paz nacional, com poucas mudanças sociais. O povo, portanto, fazia tudo de acordo com as tradições e costumes.
Konko Daijin foi um agricultor que adquiriu terras e construiu uma nova casa para sua família. Ele conseguiu estar no ranking dos dez primeiros proprietários de terras em uma aldeia de 130 famílias. Contudo, mesmo com uma personalidade sincera, não escapou dos sofrimentos. Naquele tempo, superstições folclóricas, adivinhações, e religiões populares predominavam na cultura japonesa. A maioria destas crenças vieram ao Japão através da China entre os séculos VII e XI, e que acabaram por se tornar crenças comuns.
Ao completar quarenta e dois anos de idade, ficou acamado acometido por uma grave doença. Sua doença afetou tanto que seus médicos
abandonaram qualquer esperança em sua recuperação. Mas devido a sua fé e sinceridade sua grave doença foi curada por Kami (Deus).

Após sua recuperação, Konko Daijin começou a prática a fé com mais dedicação de acordo com a vontade de Kami (Deus):
Há muitas pessoas como você que tem fé sincera em Kami (Deus), contudo ainda têm muitos problemas. Ajude essas pessoas fazendo Toritsugi (mediação espiritual).
Por volta dos 40 anos de idade, Konko Daijin transformou uma parte de sua casa em salão dedicado ao serviço de Kami. Konko Daijin passava o dia a fazer Mediação Espiritual, ouvindo os problemas e pedidos das pessoas, sempre buscando à Kami em oração por uma resposta. Para assim orientá-las na solução de seus problemas dando uma nova compreensão da situação que estivessem passando. 
Com a idade de sessenta e nove anos, Konko Daijin faleceu pacificamente em sua casa. Embora ele tenha se calado, sua força espiritual continua a nos abençoar mesmo após sua morte.

## Sede Principal

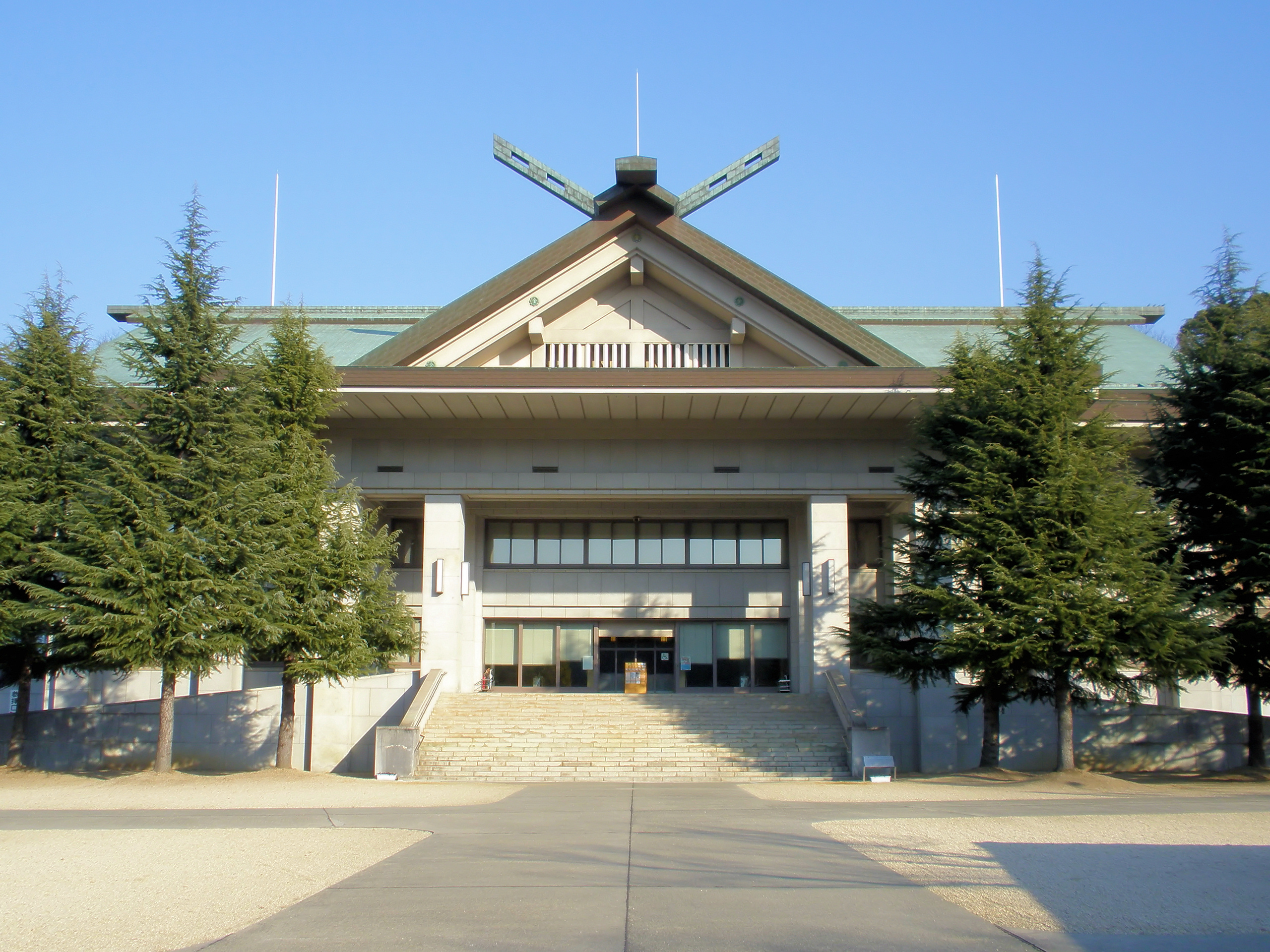
A Sede Principal (Okayama)

A Sede Principal está localizada numa pequena cidade chamada Konkocho na província de Okayama no Japão. É a sede espiritual, administrativa, e também um local histórico. É o local onde Konko Daijin viveu e fundou a fé da Konkokyo. O local abrange uma grande área com construções imponentes, institutos de formação e de pesquisa, o túmulo, e uma réplica da casa do Fundador.

## Sucessores de Konko Daijin
Com o falecimento de Konko Daijin em outubro de 1883, Konko Ieyoshi, o filho mais novo do Fundador, sucedeu seu pai dedicando-se em fazer Toritsugi (mediação espiritual) no Hiromae. Depois de Konko Daijin, quatro Kyoshu Sama (líder espiritual) serviram na Konkokyo:
- Konko Shijin (1854 -1893) sucedendo de 1883 até 1893.[6]
- Konko Setsutane (1880 -1963) sucedendo de 1893 até 1963.[7]
- Konko Kagamitaro (1909 -1991) sucedendo de 1963 até 1991.[8]
- Konko Heiki (1934) sucedendo de 1991 até sua renúncia em 2021.[9]
- Konko Hiromichi (1966) sua sucessão iniciou-se em 2021, é o atual líder espiritual.

## Dados Estatísticos
Os dados estatísticas abaixo são de dezembro de 2012:
- Comunidade (Kyokai) 教会 - 1.550.
- Mestre (Kyoshi) 教師 - 3.909.
- Assistente de ensino (Hokyo) 補教 - 1.855.
- Membro (Shinja) 信者 - 450 mil adeptos.

A maior quantidade dos adeptos da Konkokyo, encontra-se no Japão, mas também são encontrados adeptos nos Estados Unidos, Canadá, Brasil, Alemanha, Paraguai e Coréia do Sul.

## Konkokyo no Brasil
No Brasil, a maioria dos mestres vêm da Konkokyo de Airaku, localizada na cidade de Kurume, na província de Fukuoka no Japão. Esta Kyokai (comunidade) foi fundada pelo mestre Otsubo Soichiro. Ele desenvolveu um sistema próprio de interpretação dos ensinamentos de Konko Daijin. Essa doutrina apresenta as visões do mestre Otsubo sobre Kami (Deus), o sofrimento, a prática da fé, a vida e a morte, o mundo espiritual e a felicidade. Apresentando uma nova doutrina para os adeptos de Airaku.
 

Mas essa não é a única forma de interpretar os ensinamentos da Konkokyo pois como foi mencionado nos dados estatísticos existem mais de 1.500 comunidades (kyokai) pelo mundo. Cada uma delas seguindo a linha de interpretação do mestre fundador de sua Kyokai (comunidade); ou mesmo a tradição de algum dos discípulos ou discípulas do próprio fundador da Konkokyo.